# Chromatoiulus argolicus
Chromatoiulus argolicus är en mångfotingart som först beskrevs av Karl Wilhelm Verhoeff 1900.  Chromatoiulus argolicus ingår i släktet Chromatoiulus och familjen kejsardubbelfotingar. Inga underarter finns listade i Catalogue of Life.